# Landesregierung Haslauer I
Die Landesregierung Haslauer I bildet die  Salzburger Landesregierung in der 7. Gesetzgebungsperiode unter Landeshauptmann Wilfried Haslauer vom Rücktritt des bisherigen Landeshauptmanns Hans Lechners bzw. der Wahl von Haslauer zum neuen Landeshauptmann am 20. April 1977 bis zur Wahl der Nachfolgeregierung Haslauer II am 16. Mai 1979.
Nach dem Rücktritt von Hans Lechner übernahm der bisherige Zweite Landeshauptmann-Stellvertreter Haslauer das Amt des Landeshauptmanns. In seiner Funktion als Landeshauptmann-Stellvertreter folgte ihm der bisherige Landesrat Hans Katschthaler nach. Gleichzeitig mit dem Wechsel des Landeshauptmanns schied auch Landesrat Rupert Wolfgruber aus der Regierung aus, dafür rückten am 20. April 1977 Anton Bonimaier und Albert Steidl als neue ÖVP-Landesräte nach. Wie in der Vorgängerregierung Lechner IV stellte die Österreichische Volkspartei (ÖVP) vier von sieben Regierungsmitgliedern. Die Sozialistische Partei Österreichs (SPÖ) entsandte zwei Regierungsmitglieder, die Freiheitliche Partei Österreichs (FPÖ) eines.
Während der Amtsperiode der Regierung Haslauer I kam es zu einer personellen Veränderung, als Landesrat Walter Leitner (FPÖ) am 24. Jänner 1978 aus der Regierung ausschied. Für ihn rückte am 25. Jänner 1978 Sepp Baumgartner nach.

## Regierungsmitglieder
| Amt                                                     | Name              | Partei | Ressorts |
| ------------------------------------------------------- | ----------------- | ------ | -------- |
| Landeshauptmann                                         | Wilfried Haslauer | ÖVP    |          |
| 1. Landeshauptmann-Stellvertreter                       | Herbert Moritz    | SPÖ    |          |
| 2. Landeshauptmann-Stellvertreter                       | Hans Katschthaler | ÖVP    |          |
| Landesrat ab 25. Jänner 1978                            | Sepp Baumgartner  | FPÖ    |          |
| Landesrat                                               | Anton Bonimaier   | ÖVP    |          |
| Landesrat                                               | Albert Steidl     | ÖVP    |          |
| Landesrat                                               | Sepp Oberkirchner | SPÖ    |          |
| Vorzeitig ausgeschiedene Mitglieder der Landesregierung |                   |        |          |
| Landesrat bis 24. Jänner 1978                           | Walter Leitner    | FPÖ    |          |